# Caterpillar Energy Solutions

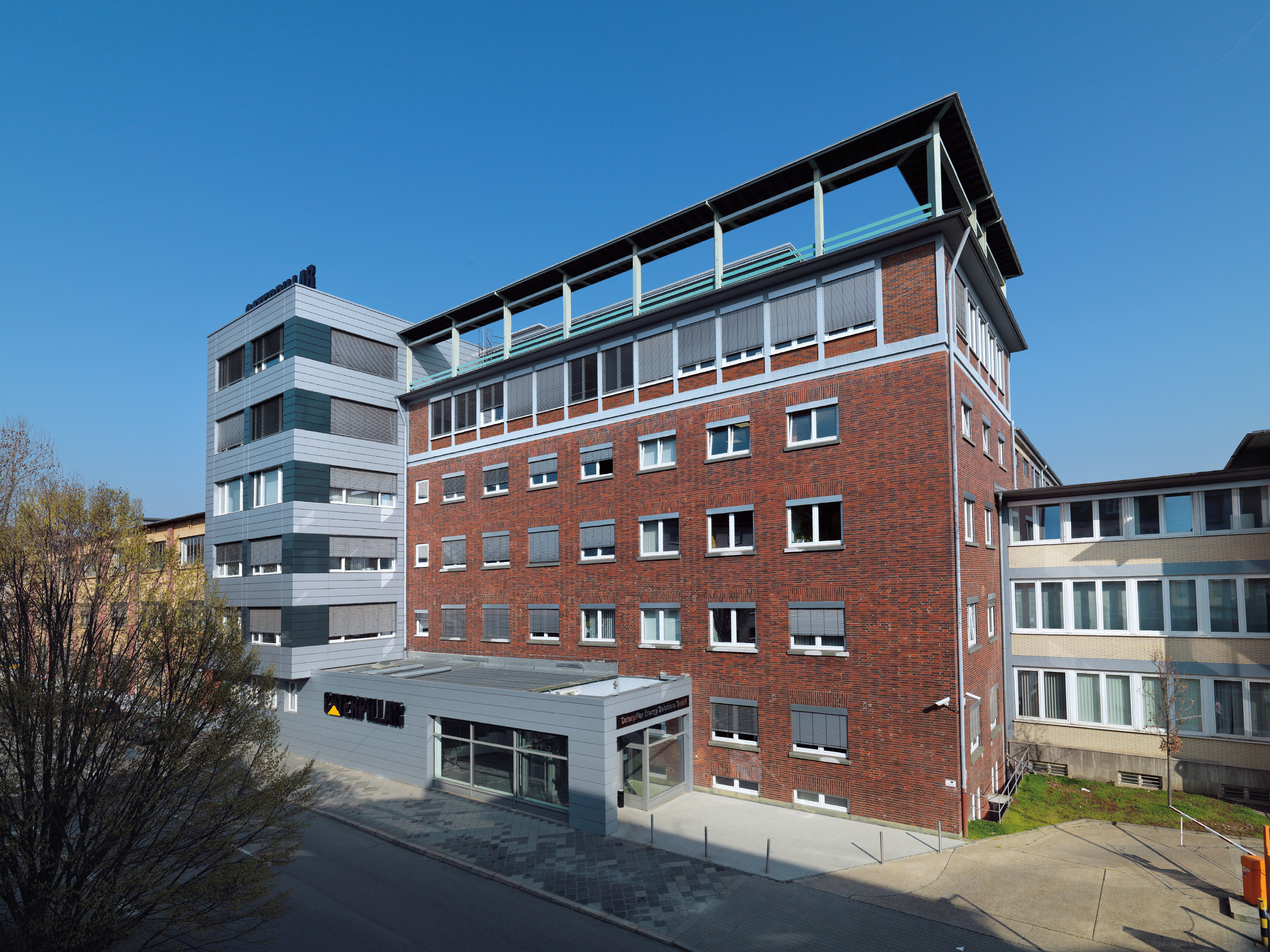
Oficinas principales de la Caterpillar Energy Solutions GmbH en Mannheim, Alemania

Caterpillar Energy Solutions GmbH (anteriormente MWM, DEUTZ Power Systems (DPS)) es una empresa dedicada a la fabricación de motores cuya sede se encuentra en Mannheim. Durante muchos años se la conoció bajo el nombre de Motoren-Werke Mannheim (MWM). Caterpillar Energy Solutions GmbH es uno de los proveedores más importantes a nivel mundial de sistemas de producción de energía mediante motores de gas y diésel.
Su mayor producción consiste en grupos moto generadores (motores de gas y diésel) para la obtención de energía eléctrica, de 400 a 4500 kWe por unidad. La empresa ofrece la construcción completa y puesta en funcionamiento de plantas, con servicio de posventa y un centro de formación propio.

## Historia
En 1922 Benz & Cía Rheinische Gasmotorenfabrik en Mannheim descentralizó el departamento para la construcción de motores estacionarios y cambió su nombre por el de Motorenwerke Mannheim. En los años de su gran expansión a nivel industrial en Alemania, el director técnico fue el famoso ingeniero alemán Prosper L'Orange, pionero de la tecnología de los motores diésel, que ya había trabajado anteriormente para la empresa Benz & Cie. La producción principal de MWM estaba integrada sobre todo por motores diésel para vehículos de servicio y maquinaria agrícola, entre otros.
En 1924 MWM fabricó su primer tractor, al que llamó Motorpferd. Poco más tarde, en 1931, cesó la fabricación de tractores.
Durante mucho tiempo MWM equipó con sus motores tanto a la segadora de la empresa Claas y a los tractores de los fabricantes franceses Renault como a los tractores alemanes de las marcas Fendt, Lanz, Bautz, Holder y Ritscher.
En 1926, la empresa Knorr-Bremse AG compró la mayoría de las acciones. En 1985, vendieron MWM a la empresa Deutz AG (Colonia), aunque continuó en su sede en Mannheim. La empresa se mantuvo como el fabricante de motores más significativo hasta el final, junto con MAN y Klöckner-Humboldt-Deutz (KHD), en el ramo de los motores diésel comercializados en Alemania. DEUTZ realizó en Mannheim diversas reestructuraciones y desarrolló la división de motores de gas.
En agosto de 2007 DEUTZ vendió MWM GmbH (anteriormente DEUTZ Power Systems (DPS)) por 360 millones de euros a los inversores financieros 3i.
En la actualidad, MWM comercializa sobre todo motores de gas para plantas de cogeneración y plantas de biogás con potencias unitarias entre 400 y 4500 kWe. No obstante, la planta no ha cesado del todo la producción de motores de diésel.
El 1 de octubre de 2008, Deutz Power Systems cambió su nombre por el de MWM GmbH.
El 22 de octubre de 2010, Caterpillar Inc. hizo público un acuerdo con 3i en el que se establecía la compra de MWM por una suma de aproximadamente 580 millones de euros. Una vez que se consiga la aprobación por parte de las autoridades competentes, MWM pasará a integrarse en la división de energía eléctrica de Caterpillar.
El 8 de octubre de 2013, MWM anunció que cambiaría su nombre por el de Caterpillar Energy Solutions a partir del 1 de noviembre del mismo año.